# Sanica Donja
Sanica Donja är en ort i Bosnien och Hercegovina.   Den ligger i entiteten Federationen Bosnien och Hercegovina, i den västra delen av landet, 160 km nordväst om huvudstaden Sarajevo. Sanica Donja ligger 311 meter över havet och antalet invånare är 667.
Terrängen runt Sanica Donja är kuperad. Närmaste större samhälle är Sanica, 5,4 km sydväst om Sanica Donja. 
Omgivningarna runt Sanica Donja är en mosaik av jordbruksmark och naturlig växtlighet. Runt Sanica Donja är det ganska tätbefolkat, med 93 invånare per kvadratkilometer.